# 何彥升
何彥昇（1860年—1910年），原名彥穀，字秋輦，江蘇常州府江陰縣人，寓居江蘇揚州府甘泉縣，清朝政治人物。何栻長子，有子何震彝。
光緒十五年（1889年）己丑恩科順天鄉試第二十一名舉人，任戶部行走。後捐後選知府。光緒十九年，任駐美二等參贊官。光緒二十年，任駐日古巴總領事官。光緒二十一年，任駐美二等參贊官、辦駐美出使大臣事務、辦駐美出使大臣事務。光緒二十三年，任駐俄二等參贊官。光緒二十五年，任和蘭副議員代理，駐俄出使大臣事務。光緒二十九年，任山東登萊青膠道、兼東海關監督。光緒三十二年，任湖南岳常澧道、山東登萊青膠道。光緒三十四年，任直隸按察使。宣統元年，任甘肅布政使。宣統二年，任甘肅新疆巡撫，同年九月卒於涼州行館。